# Mordellistena galapagoensis
Mordellistena galapagoensis es una especie de coleóptero de la familia Mordellidae.

## Distribución geográfica
Habita en las islas Galápagos.